# Кларендонская ассиза
Кларендонская ассиза (англ. Assize of Clarendon) — законодательный акт средневековой Англии, содержавший инструкции для судебного расследования королевскими юстициариями ряда преступлений, отнесённых к королевской юрисдикции. Принят в январе или феврале 1166 года на Большом королевском совете в Кларендоне под руководством английского короля Генриха II Плантагенета.

## Предпосылки принятия

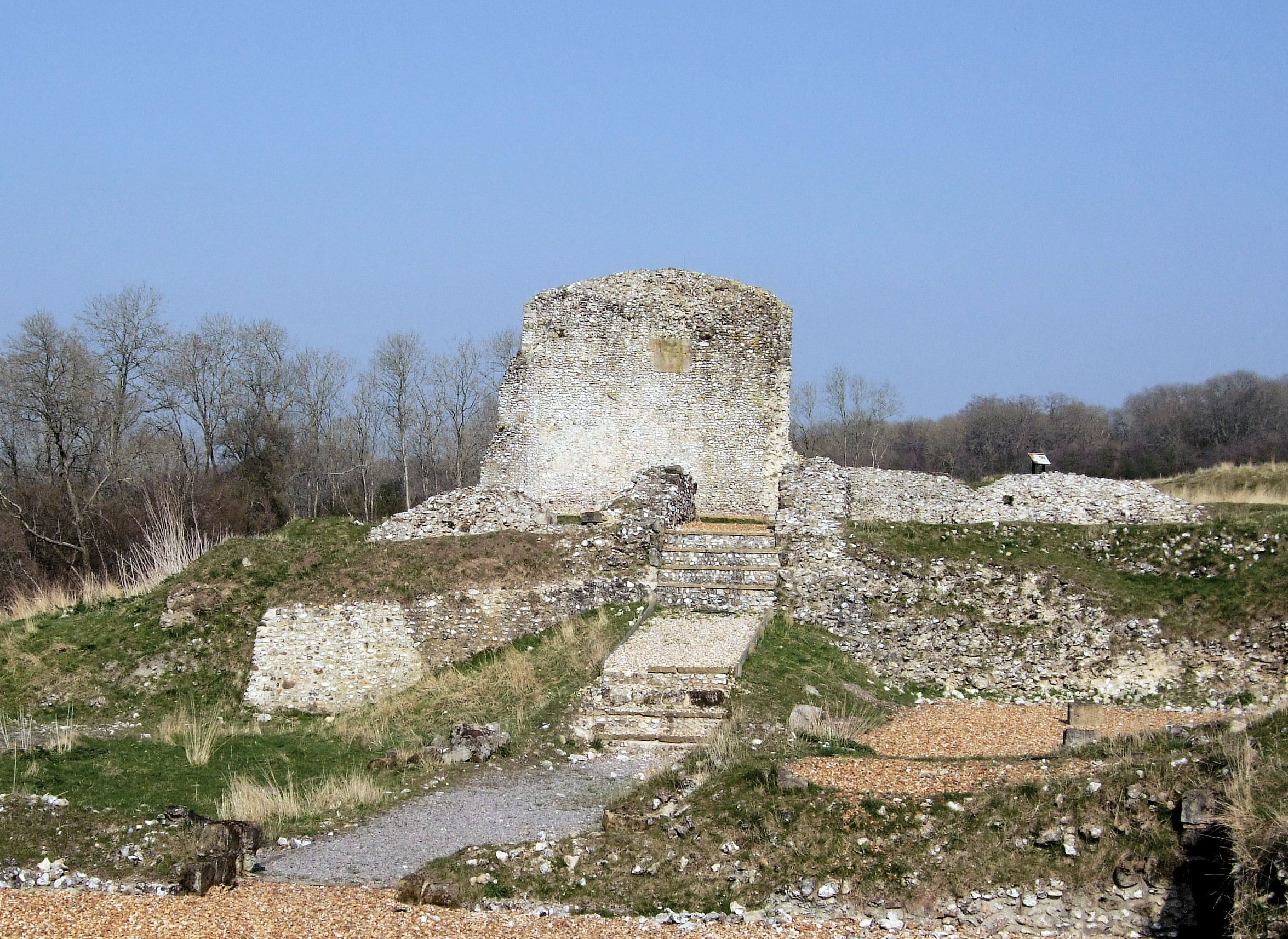
Современные руины дворца Кларендон

Воцарению английского короля Генриха II Плантагенета (1154—1189) предшествовал длительный период борьбы за престол между несколькими феодальными группировками, начавшийся вскоре после смерти его деда, короля Генриха I в 1135 году. Междоусобная феодальная война привела к резкому ослаблению королевской власти, в том числе к сокращению судебных полномочий короны. Одновременно ширились земельные владения и судебная юрисдикция крупных английских феодалов, что в свою очередь, вело к существенному сокращению поступлений в королевскую казну. До второй половины XII века в Англии вообще не было профессиональных судебных органов, а высшей судебной инстанцией была королевская курия (лат. curia regis) во главе с самим королём. Курия не имела постоянного местоположения, постоянно перемещалась вместе с королём по его владениям, вследствие чего подолгу находилась за пределами Англии, так как английские короли, начиная с Уильяма I Завоевателя, предпочитали жить в Нормандии. В долгие периоды отсутствия короля управление королевством осуществлял назначаемый ими главный юстициарий Англии, на уровне графств представителями королевской администрации были шерифы, назначаемые королём из числа наиболее влиятельных феодалов.
Большинство судебных дел, в том числе уголовных, разрешалось собраниями графств и сотен или манориальными судами, возглавляемыми лордом соответствующего манора. Королевская курия теоретически могла рассмотреть по существу любое дело, но только если пострадавшему было отказано в правосудии местными судами или ему удалось обратиться к королю за особой «королевской милостью». Суд над ворами и грабителями относился к подсудности манориальных судов и феодалы очень дорожили правом казнить виновных в данных преступлениях. Главным доказательством виновности обвиняемого в воровстве или грабеже была поимка его на месте преступления или обнаружение у него похищенных вещей. Соответственно, если указанных доказательств обнаружено не было, виновный вполне мог избежать наказания, даже если вся округа знала, что он в действительности является закоренелым вором или грабителем. Преступление вообще (если только они не касались королевской власти) в тот период считалось причинением частного ущерба и инициатива возмещения этого ущерба в судебном порядке должна была исходить от самого потерпевшего или его родственников.
Дела об убийствах рассматривались собранием графства, в котором один из родственников убитого мог выступить с частным обвинением (appellum) против предполагаемого убийцы. Если обвиняемый не признавался в совершении преступления, назначался судебный поединок, в котором обвиняемый должен был биться со своим обвинителем. Не говоря уже о том, что исход поединка был непредсказуем, виновные зачастую оставались безнаказанными либо потому, что у убитого не было родственников, способных и желавших принять участие в поединке, либо потому, что убийца был настолько влиятельным человеком, что никто не смел выступить против него с обвинением. При этом многие соплеменники достоверно знали истинного убийцу.
Придя к власти, Генрих II развил бурную деятельность по укреплению королевской власти и расширению королевской юрисдикции за счёт сокращения у английских баронов судебных полномочий, неправомерно разросшихся в период феодальной смуты. Особую роль в деле централизации английского королевства сыграли предпринятые Генрихом преобразования в сфере королевской юстиции. В основу реформы было положено создание постоянно функционирующей системы разъездных королевских судов («странствующих юстициариев»), регулярно направлявшихся в графства для отправления правосудия от имени короля Англии. Разъездные суды прежде всего рассматривали дела, относящиеся к королевской юрисдикции («тяжбы короны») и представлявшие прямой интерес с точки зрения пополнения королевской казны. При Генрихе II круг этих дел постоянно расширялся; новые преступления и тяжбы передавались из юрисдикции маноров и графств в подсудность королевских разъездных судов посредством издания судебных ассиз, представлявших собой инструкции для разъездных судей. Одной из первых таких ассиз была Кларендонская ассиза, установившая подсудность королевских разъездных судов в отношении дел о грабежах, кражах и тайных убийствах.

## Принятие и содержание
Кларендонская ассиза была принята в январе или феврале 1166 года на Большом королевском совете, созванном Генрихом II во дворце Кларендон (графство Уилтшир) для решения вопроса о совершенствовании работы королевских судов. Основной принцип реформы содержался уже в Статье I ассизы, где провозглашалось, что «по совету всех баронов своих для охраны мира и сохранения правосудия» король Генрих постановил созывать в каждой сотне по 12 полноправных людей, а в каждом поместье (англ. Vill) — по 4, которые бы в собрании графства под присягой сообщали королевским юстициариям и шерифам обо всех известных им ворах, грабителях и убийцах (а равно об их укрывателях), промышлявших в соответствующей местности с момента вступления Генриха II на престол. Важно отметить, что в тексте ассизы не содержалось определения понятия преступления вообще и, в частности, определения понятий кражи, грабежа и тайного убийства.
Выявленные таким образом подозрительные лица, согласно Статье II ассизы, помещались под арест, после чего подвергались древнему испытанию водой. Обвиняемых со связанными руками бросали в специальный пруд, благословлённый для этих целей церковью, и тех, кто начинал тонуть, признавали невиновными, поскольку святая вода их приняла; их заставляли поклясться в своей невиновности, после чего освобождали. Тех же, кто плавал на поверхности воды и не тонул, признавали виновными и казнили через повешение. Правило это, однако, применялось не ко всем арестованным по обвинению в совершении кражи, грабежа или тайного убийства, поскольку определяющее значение для установления невиновности всё же имела репутация обвиняемого. Согласно положениям Статьи XII, если арестованный, у которого было найдено краденое имущество, «имеет худую славу и о нём имеются дурные свидетельства», он не подвергался испытанию водой, а сразу отправлялся на виселицу. Если же обвиняемый пользовался более приличной репутацией, его бросали в воду. От испытания водой, согласно Статье XIII, освобождались и лица, ранее признавшиеся перед полноправными людьми или собранием сотни в совершении означенных выше преступлений, а впоследствии отказавшиеся от своего признания. Эти лица также сразу приговаривались к смерти. Репутация определяла судьбу даже тех обвиняемых, которые успешно прошли испытание водой: согласно Статье XIV ассизы, если прошедшие испытание «пользуются самой дурной славой» и «считаются способными на самые предосудительные поступки», они должны были покинуть пределы королевства (многие из них впоследствии бежали в Шотландию). Эти лица объявлялись вне закона, их имущество конфисковывалось в пользу короля.
Розыск обвинённых присяжными лиц, их арест и доставка в королевский суд возлагался на шерифов графств, которых Статья XI ассизы для этих целей наделила правом беспрепятственно вступать на иммунитетные территории любых владельцев. В этой же статье содержалось повеление короля, «чтобы все помогали шерифам в задержании» указанных лиц. Согласно Статье IV ассизы, после ареста подозреваемого шериф обязан был уведомить об этом ближайшего судью и получить от него указание, куда следовало доставить арестованного для рассмотрения судом его дела. Для временного содержания арестованных (до того момента, как шерифу удастся доставить их в суд) Статья VII ассизы предписывала сооружение в каждом графстве королевских тюрем (в тех графствах, где их ещё не было) в королевских крепостях или замках. Тюрьмы сооружались «на деньги короля и из его дерева». Как правило, арестованные содержались в тюрьмах до очередного прибытия в графство разъездного суда, когда шериф собирал полное собрание графства, в котором королевские судьи и рассматривали в указанном выше порядке дела о кражах, грабежах и тайных убийствах.
Этими положениями ассизы в Англии учреждался институт «обвинительных присяжных» (или «присяжных расследователей»), на основании показаний которых, данных под клятвой, обвиняемые (независимо от того, свободные и полноправные это подданные короля или вилланы) передавались королевским юстициариям для совершения над ними правосудия. В то же время Статья V Кларендонской ассизы прямо указывала, что расследование и наказание за перечисленные виды преступлений отныне входили в компетенцию королевских судей, а всё имущество осужденных передавалось королевской казне, что существенно ограничивало судебную юрисдикцию и доходы крупных феодалов. Кроме того, это положило начало переходу дел о расследовании преступлений из сферы частного обвинения в область обвинения публичного (indictment).

## Последствия и значение
Сразу по окончании Большого королевского совета, одобрившего Кларендонскую ассизу, главный юстициарий Англии Ричард де Люси и Жоффруа де Мандевиль, 2-й граф Эссекс, отправились с особым рвением внедрять её положения по всему королевству. К Михайлову дню они ввели действие ассизы в двадцати семи графствах, так что в своём полугодовом отчёте казначейству шерифы этих графств смогли отчитаться о результатах её применения. К примеру, шериф Линкольнширский передал казначейству 23 фунта 15 шиллингов и 4 пенса, полученные в результате конфискации имущества обвиняемых, не выдержавших испытания водой, а также бежавших от его прохождения. Всего в двадцати семи графствах от испытания водой бежало 570 человек, из которых больше всего — 129 беглецов — пришлось на самое густонаселённое графство Йоркшир. Общая сумма денег, поступившая в казну от этих мероприятий в 1166 году, составила чуть менее 400 фунтов.
Несмотря на то, что одной из основных целей принятие Кларендонской ассизы было пополнение королевской казны, вступление в силу её положений существенно расширило юрисдикцию и укрепило авторитет королевских судов, значительно ограничив полномочия судов манориальных и, тем самым, подорвав власть крупных феодалов. Большое значение для средневекового английского судопроизводства имело и то, что, не отменяя ещё применение в уголовном процессе «божьего суда» (прежде всего, судебного поединка), ассиза значительно ограничила сферу его использования на практике. Привычная для раннесредневековой Англии практика разъездного судопроизводства начала принимать более постоянный и упорядоченный характер. Именно с изданием Кларендонской ассизы в Англии надолго утвердилась система разъездных судов — регулярных выездных сессий королевских юстициариев, а институт обвинительных присяжных стал необходимым элементом английского уголовного судопроизводства. В дальнейшем деятельность разъездных судов способствовала формированию английского «общего права». По прошествии десяти лет положения Кларендонской ассизы были развиты и дополнены нормами Нортгемптонской ассизы 1176 года.